# Städtische Galerie Neunkirchen
Die Städtische Galerie Neunkirchen ist eine Einrichtung der Stadt Neunkirchen.

## Geschichte
Die Galerie steht unter der Trägerschaft der Neunkircher Kulturgesellschaft gGmbH. Jahrzehntelang war sie im ehemaligen Amtsgericht der Stadt untergebracht. 2007 konstituierte sich der gemeinnützige Verein „Förderkreis Städtische Galerie / Museum Neunkirchen e. V.“ mit dem Ziel, die Bedingungen für eine qualitätsvolle Ausstellungsarbeit und ein attraktives museumspädagogisches Angebot durch die Schaffung neuer Räume zu verbessern. 2015 erhielt die Galerie im ehemaligen „Bürgerhaus“, das unter der Einbeziehung eines neu eingerichteten Hüttenstadt-Museums, der Stadtbibliothek und einer Probebühne  als „KULT. Kulturzentrum Neunkirchen“ eröffnet wurde, ein neues Domizil. Die räumliche Erweiterung auf rund 500 Quadratmeter Nutzfläche erbrachte die Möglichkeit, neben den Wechselausstellungen vereinbarungsgemäß dauerhaft die „Schenkung Wolfgang Kermer“ in Auszügen zu zeigen. Leiterin der Städtischen Galerie ist die Kunsthistorikerin Nicole Nix-Hauck.

## Ausstellungen
Die Städtische Galerie veranstaltet jährlich vier bis sechs Wechselausstellungen. Im Verfolg eines breit angelegten, an den aktuellen internationalen Kunsttendenzen orientierten Programms verzeichnet die Bilanz seit 1992 annähernd einhundert Einzel- und Themenausstellungen, in denen Künstler aus allen Teilen Deutschlands, verschiedenen europäischen Ländern und Südkorea vorgestellt wurden. Die Galerie öffnet sich auch dem regionalen Kunstgeschehen, unter anderem ist sie einer der Präsentationsorte der saarländischen Landeskunstausstellung. Ein besonderer Schwerpunkt ist die zeitgenössische Fotografie. Zumeist  werden die Ausstellungen von Katalogeditionen begleitet.

## Sammlung
Ursprünglich verfügte die Städtische Galerie über keinen Sammlungsbestand. Der aus Neunkirchen stammende Kunsthistoriker Wolfgang Kermer übergab 2005 Oberbürgermeister Friedrich Decker sämtliche Exponate der Ausstellung Stuttgarter Begegnungen als Geschenk an seine Heimatstadt, wodurch die Galerie mit rund 150 Werken von 85 Künstlern einen Grundstock zu einer eigenen Sammlung erhielt.
Im Jahre 2008 übergab die Neunkircher Malerin Ruth Engelmann-Nünninghoff (1915–2016) eine Auswahl eigener Werke der Galerie als Geschenk.
Als 2. Schenkung Kermers folgten 2010 jahrzehntelang verschollene Grafikzyklen Fritz Arnolds. Mit dem dritten und letzten Teil der Werkschau Stuttgarter Begegnungen im Jahre 2011 erfuhr die Galerie mit Zeichnungen, druckgrafischen Blättern, Collagen, Fotografien und Bildhauerarbeiten nochmals eine Erweiterung ihres Kunstbestands.
Der 2011 vorgelegte Bestandskatalog der „Schenkung Wolfgang Kermer“ verzeichnet rund 300 Arbeiten von 114 Künstlern, u. a. von Peter Ackermann, Albrecht Ade, Klaus Arnold, Herbert Baumann, Moritz Baumgartl, Gerlinde Beck, Bernd Berner, Franz Bernhard, Gunter Böhmer, Karl Bohrmann, Jürgen Brodwolf, Hans Brög, Holger Bunk, Peter Chevalier, Hans Dreher, Peter Dreher, Paul Uwe Dreyer, Erwin Eisch, Klaus Franz, Eugen Funk, Wolfgang Gäfgen, Peter Grau, Thomas Grünfeld, Cordula Güdemann, Rudolf Haegele, Friedemann Hahn, Otto Herbert Hajek, Rudolf Hoflehner, Alfred Hrdlicka, Horst Egon Kalinowski, France Kermer, Wolfgang Kermer, Emil Kiess, Dietrich Klinge, Volker Lehnert, Wilhelm Loth, Markus Lüpertz, Erich Mansen, Erich Mönch, Heinz Mohl, Koichi Nasu, Eve Neuner-Kayser, Chris Newman, Oswald Oberhuber, Hugo Peters, Arnulf Rainer, Paul Reich, Imre Reiner, Gert Riel, Karl Rössing, rosalie, Jürgen Rose, Fritz Ruoff, Michael Sandle, Ludwig Schaffrath, Rudolf Schoofs, Herwig Schubert, Karl-Henning Seemann, Gustav Seitz, K. R. H. Sonderborg, Peter Steiner, Hans Gottfried von Stockhausen, Bernd Stöcker,  Niklaus Troxler, Micha Ullman, Arno Votteler, Holger Walter, Ernst Weil, Herbert Wentscher, Leo Wollner und Jörg F. Zimmermann. Die Künstler stammen überwiegend aus dem süddeutschen Raum und repräsentieren sowohl verschiedene Künstlergenerationen als auch eine große stilistische Bandbreite, von der expressiven Figuration über die informelle Geste bis hin zur geometrischen Abstraktion.

## Fritz-Arnold-Gedenken
Der hundertste Todestag von Fritz Arnold (1883–1921) gab der Städtischen Galerie Neunkirchen Gelegenheit, mit der Präsentation der kompletten Grafikzyklen, die 2010 als Schenkung des Kunsthistorikers Wolfgang Kermer an die Galerie gelangt waren, eines bedeutenden Sohnes der Stadt zu gedenken. Die Saarbrücker Zeitung warf in einem großangelegten Beitrag „Er zeichnete die Schrecken des Ersten Weltkriegs: Ein Neunkircher Steiger mit Sonderbegabung“ die Frage auf, „warum eine singuläre Kunst-Erscheinung, die sich mit dem Bergbaumilieu verknüpfen ließe, seit 2010 nur Erinnerungs-Pflicht-Übungen auslöste, in Neunkirchen wie auch mal bei einer Landeskunstausstellung. Eigentlich müsste Arnold den Ehrgeiz wecken für unkonventionelle Ausstellungsprojekte“.